# Риманов
Рима̀нов или Риманув (на полски: Rymanów) е град в Югоизточна Полша, Подкарпатско войводство, Кросненски окръг. Административен център е на градско-селската Римановска община. Заема площ от 12,39 км2.

## Население
Според данни от полската Централна статистическа служба, към 1 януари 2014 г. населението на града възлиза на 3 696 души. Гъстотата е 298 души/км2.